# The New Chief
The New Chief è un cortometraggio muto del 1909. Il nome del regista non viene riportato nei credit del film.

## Trama
Diventato sovrintendente, il nuovo capo dei Rifugi cittadini decide di scoprire come funzionano le cose e, travestito da vagabondo, si presenta al rifugio A. Mentre lui, sotto mentite spoglie, prosegue le sue indagini, tra i suoi sottoposti si diffonde la notizia che il nuovo sovrintendente sta per arrivare. Così, quando al rifugio si presenta Willie, tutti lo prendono per il loro capo. Il vagabondo, normalmente abituato a ben altre accoglienze, si vede con sorpresa coccolato, vezzeggiato e ben nutrito. Dopo aver mangiato e aver fumato un sigaro, Willie pretende un letto migliore di quelli a cui è normalmente abituato ed è immediatamente accontentato. All'arrivo del vero sovrintendente, quest'ultimo non trova nessuno che si presenti ad accoglierlo. Lui allora sveglia il responsabile del rifugio, rivelandogli la propria identità. Il chiarimento provoca l'immediata cacciata di Willie a cui era stato dato il letto destinato al sovrintendente.

## Produzione
Il film fu prodotto dalla Lubin Manufacturing Company.

## Distribuzione
Distribuito dalla Lubin Manufacturing Company, il film - un cortometraggio della lunghezza di 150 metri - uscì nelle sale cinematografiche statunitensi il 27 dicembre 1909. Nelle proiezioni, veniva programmato con il sistema dello split reel, accorpato in un'unica bobina con un altro cortometraggio prodotto dalla Lubin, la commedia The Persistent Poet.